# Poletna liga Rudi Hiti 2004
Poletna liga Rudi Hiti 2004 je bil dvanajsti turnir Poletna liga Rudi Hiti, ki je potekal med 20. in 22. avgustom 2004 v Ledeni dvorani na Bledu. V konkurenci klubov Slavija M Optima, ZM Olimpija, Acroni Jesenice in KHL Medveščak je zmagala ZM Olimpija.

## Prvi krog
| 20. avgust 2004 | ZM Olimpija | 3:1 | Slavija M Optima | Ledena dvorana, Bled |

| Poročilo tekme | Poročilo tekme            | Poročilo tekme  | Poročilo tekme | Poročilo tekme |
| -------------- | ------------------------- | --------------- | -------------- | -------------- |
|                | Slak 07 Rožič 08 Rožič 21 | (2:1, 1:0, 0:0) | 10 Uroš Vidmar | Gledalci: 150  |

| 20. avgust 2004 | Acroni Jesenice | 4:3 | KHL Medveščak | Ledena dvorana, Bled |

| Poročilo tekme | Poročilo tekme | Poročilo tekme | Poročilo tekme | Poročilo tekme |
| -------------- | -------------- | -------------- | -------------- | -------------- |
|                |                |                |                |                |

## Drugi krog
| 21. avgust 2004 | KHL Medveščak | 6:3 | ZM Olimpija | Ledena dvorana, Bled |

| Poročilo tekme | Poročilo tekme | Poročilo tekme | Poročilo tekme | Poročilo tekme |
| -------------- | -------------- | -------------- | -------------- | -------------- |
|                |                |                |                | Gledalci: 100  |

| 21. avgust 2004 | Slavija M Optima | ? | Acroni Jesenice | Ledena dvorana, Bled |

| Poročilo tekme | Poročilo tekme | Poročilo tekme | Poročilo tekme | Poročilo tekme |
| -------------- | -------------- | -------------- | -------------- | -------------- |
|                |                |                |                |                |

## Tretji krog
| 22. avgust 2004 | KHL Medveščak | 1:1 | Slavija M Optima | Ledena dvorana, Bled |

| Poročilo tekme | Poročilo tekme | Poročilo tekme | Poročilo tekme | Poročilo tekme |
| -------------- | -------------- | -------------- | -------------- | -------------- |
|                |                |                |                |                |

| 22. avgust 2004 | ZM Olimpija | 4:3 | Acroni Jesenice | Ledena dvorana, Bled |

| Poročilo tekme | Poročilo tekme                            | Poročilo tekme  | Poročilo tekme                 | Poročilo tekme |
| -------------- | ----------------------------------------- | --------------- | ------------------------------ | -------------- |
|                | Mušič 14 Rožič 16 Šivic 20 Rahmatuljin 47 | (3:1, 0:2, 1:0) | 18 Remar 39 Markovič 40 Krivec | Gledalci: 800  |

. 